# Locale invernale

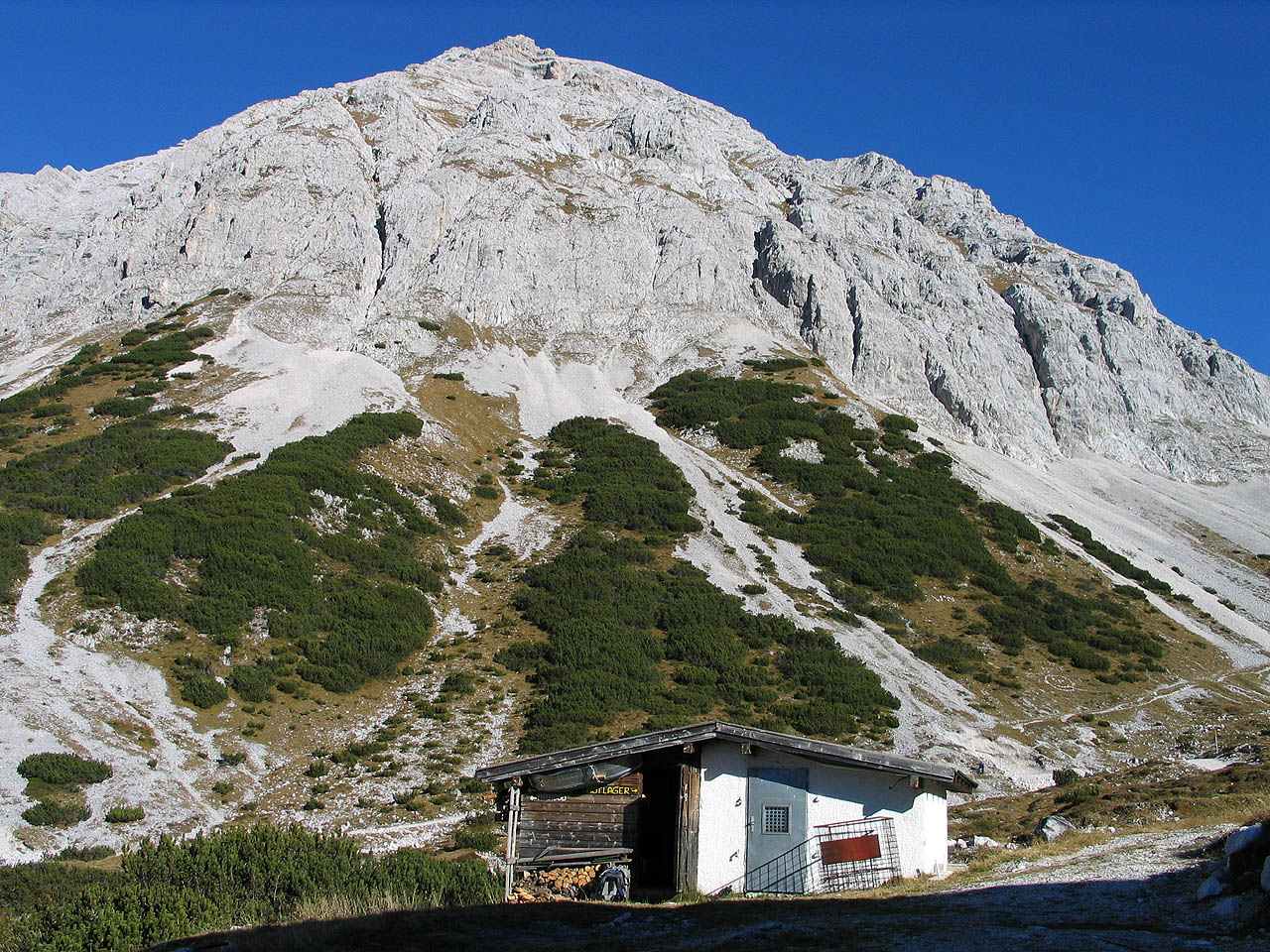
Un locale invernale sui Monti del Karwendel

Il locale invernale (detto anche  stanza invernale, in tedesco Winterraum) è una stanza tipica dei rifugi alpini presenti nelle Alpi.

## Descrizione

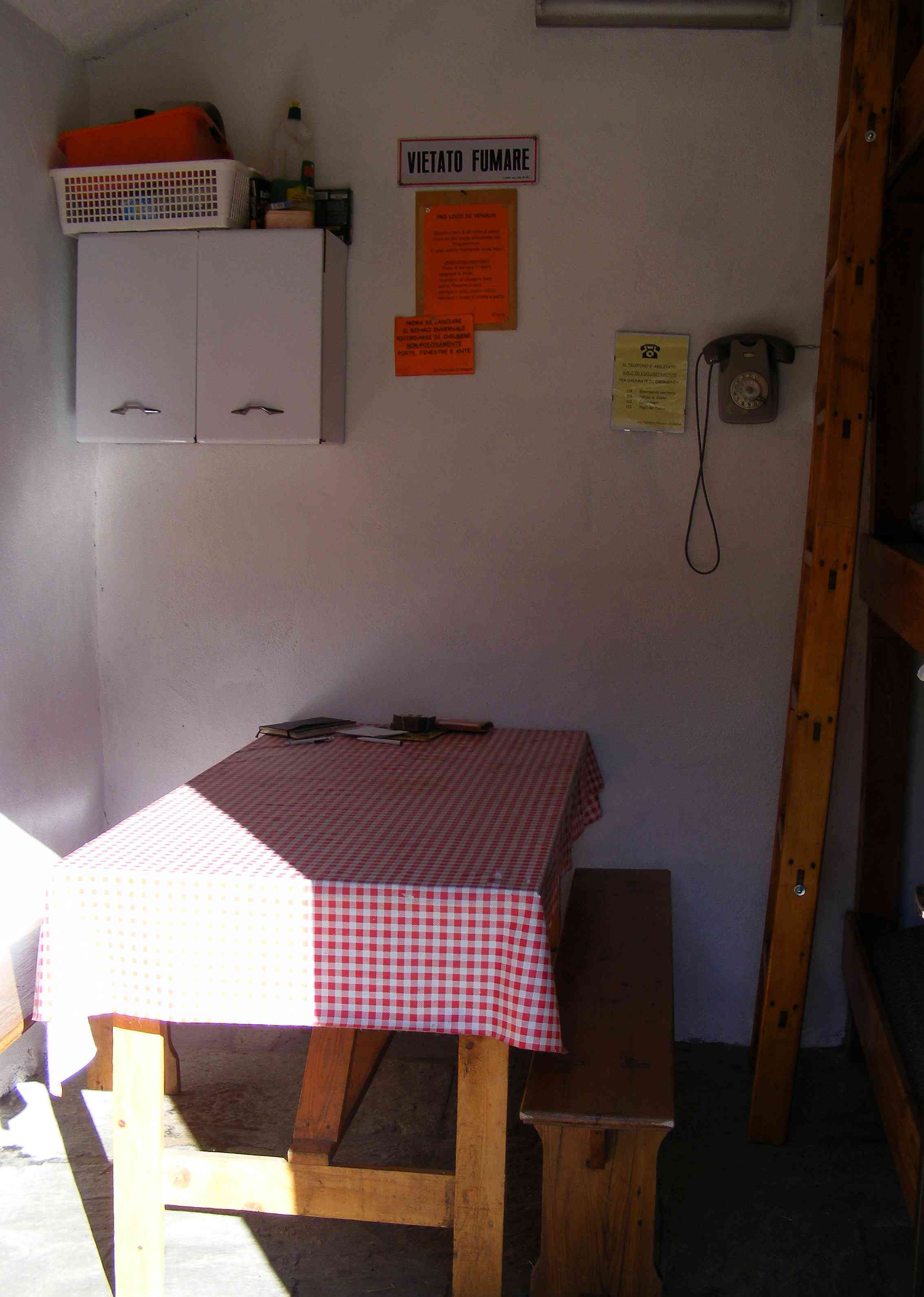
Locale invernale del Rifugio Avanzà

Ha la caratteristica di venire lasciata sempre aperta durante la stagione invernale, nonostante il rifugio non sia aperto. In altri casi invece il locale viene chiuso a chiave, e questa viene lasciata in custodia alla relativa sezione alpinistica.
Spesso la porta di accesso è sdoppiata, il che facilita l'entrata nel locale aprendo la sola metà superiore in caso di forte innevamento. 
Al suo interno si trovano tipicamente un tavolo, uno o più letti a castello o tavolacci, coperte e a volte anche della legna da ardere, il che consente il pernottamento al turista.